# NHK早明浦ラジオ中継局
NHK早明浦ラジオ中継局（エヌエイチケイさめうらラジオちゅうけいきょく）は、高知県土佐郡土佐町に置かれているNHK高知放送局ラジオ第1放送の中継局である。

## 中継局概要
土佐郡土佐町、長岡郡本山町のNHKラジオ第1放送は高知親局と大豊中継局でカバーされていたが、山間地区であるため、一部地域で外国電波混信により夜間難聴となっていた。この受信障害を改善するため、早明浦地区への中継局の設置が検討されたが、用地確保から完成までに約5年の期間を要した。高知県内での中波ラジオ放送の免許は、2002年3月のNHK大豊中継局以来、約10年ぶりとなった。

### AMラジオ放送
| 周波数  | 放送局名    | 空中線 電力 | 放送対象地域 | 放送区域 内世帯数 | 運用開始日     |
| ------- | ----------- | ----------- | ------------ | ----------------- | -------------- |
| 1341kHz | NHK 高知第1 | 100W        | 高知県       | 約3,642世帯       | 2012年 5月31日 |

- 所在地： 土佐郡土佐町田井979番地[4]
- 放送区域: 土佐郡土佐町及び長岡郡本山町、並びにその周辺地域[4][7]
- 2012年3月15日に予備免許交付[4]、5月22日に本免許が交付され、5月31日に本放送を開始した[5][6]。